# Kisfaludy Anett
Kisfaludy Anett (Kapuvár, 1990. augusztus 31. –) magyar válogatott kézilabdázó, beálló poszton játszik. Jelenleg az Esztergomi Vitézek RAFC játékosa.
A magyar felnőtt válogatottban a Pannon kupán debütált 2011-ben a Brazília elleni mérkőzésen. Világversenyen először a 2016-os Európa-bajnokságon játszhatott.
A 2020-2021-es szezonban bajnoki címet szerzett a Ferencvárossal.
Tagja volt a 2021 nyarán megrendezett tokiói olimpián szereplő válogatottnak.

## Sikerei, díjai
- Magyar bajnok (2009, 2021, 2024)
- Magyar Kupa-győztes (2009, 2022, 2023, 2024)[5]
- Bajnokok Ligája-döntős (2009, 2023)
- Junior Európa-bajnoki ezüstérmes: 2009